# Gare de Bubaigawara
La gare de Bubaigawara (分倍河原駅, Bubaigawara-eki) est une gare ferroviaire de la ville de Fuchū, dans la préfecture de Tokyo, au Japon. La gare est exploitée par les compagnies  JR East et Keiō.

## Situation ferroviaire
La gare de Bubaigawara est située au point kilométrique (PK) 28,8 de la ligne Nambu et au PK 23,1 de la ligne Keiō.

## Histoire
La gare a été inaugurée le 24 mars 1925.

## Service des voyageurs

### Accès et accueil
La gare dispose d'un bâtiment voyageurs, avec guichet, ouvert tous les jours.

### Desserte
- Ligne Nambu :
  - voie 1 : direction Kawasaki
  - voie 2 : direction Tachikawa
- Ligne Keiō :
  - voie 1 : direction Keiō-Hachiōji
  - voie 2 : direction Shinjuku